# Abteikirche Marienstatt

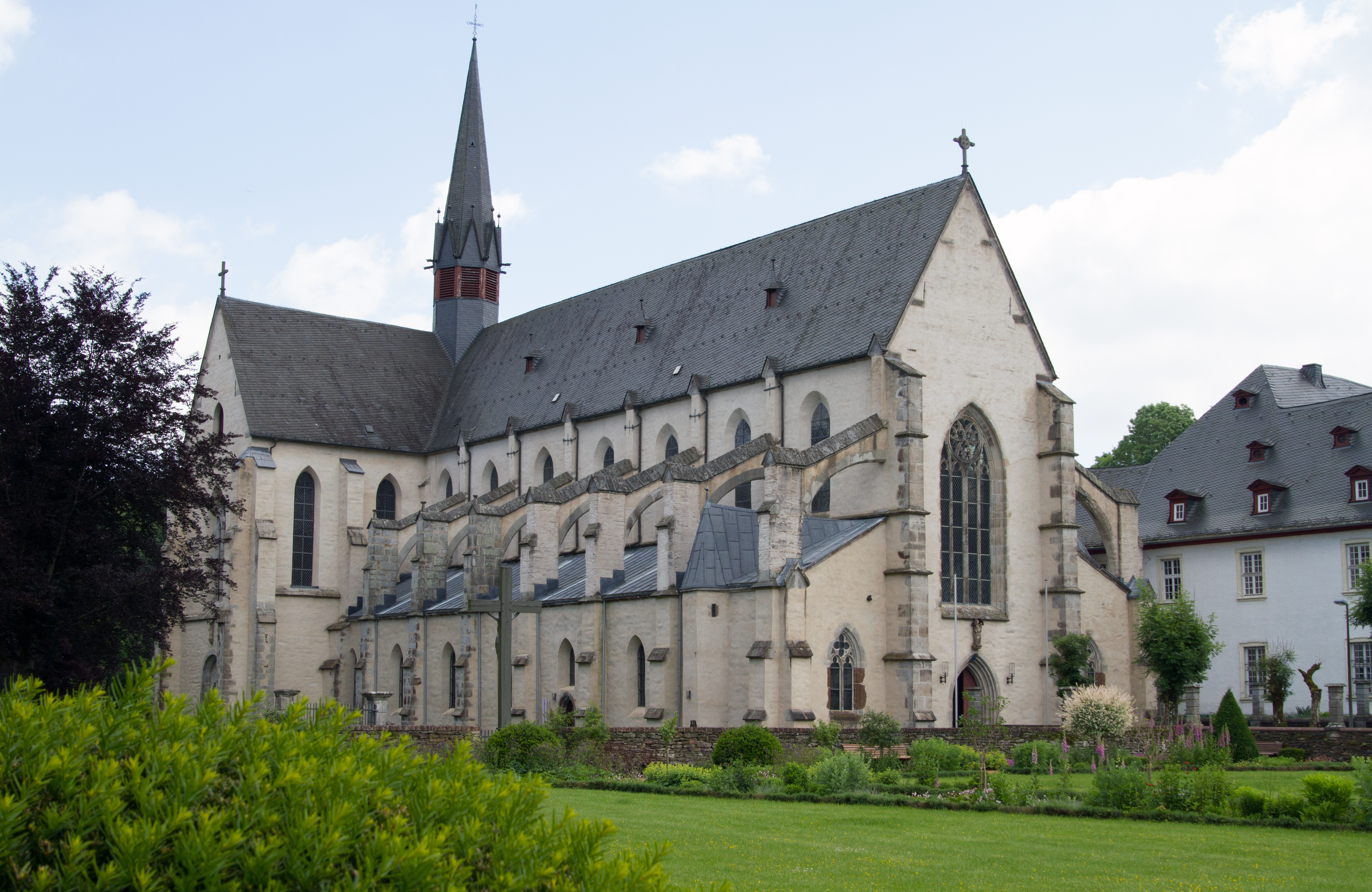
Abteikirche von Nordwesten (2016)

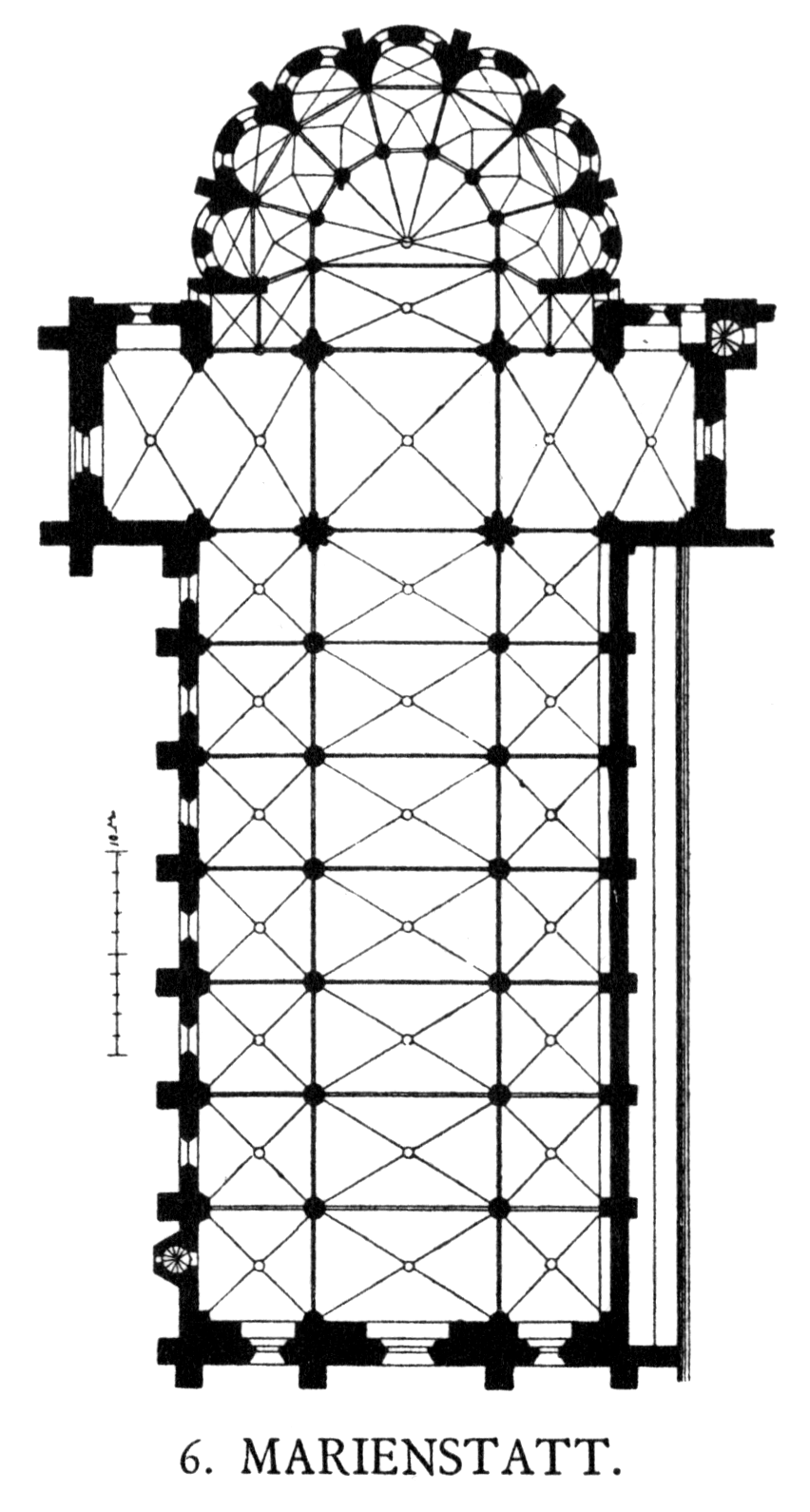
Grundriss der Abteikirche

Die Abteikirche Unserer Lieben Frau von Marienstatt ist die Abteikirche der Zisterzienserabtei Marienstatt und eine überregional bedeutsame Marienwallfahrtskirche.

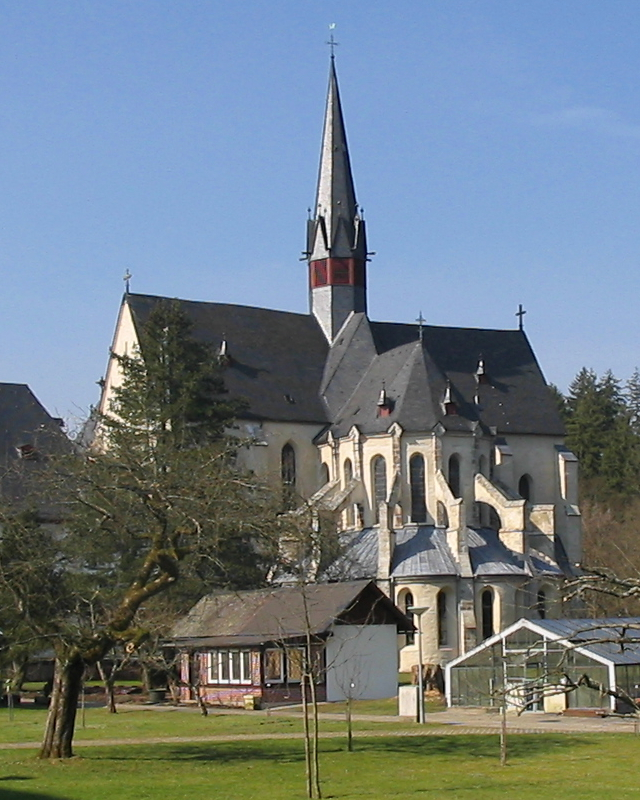
Ostpartie von Südosten (2005)

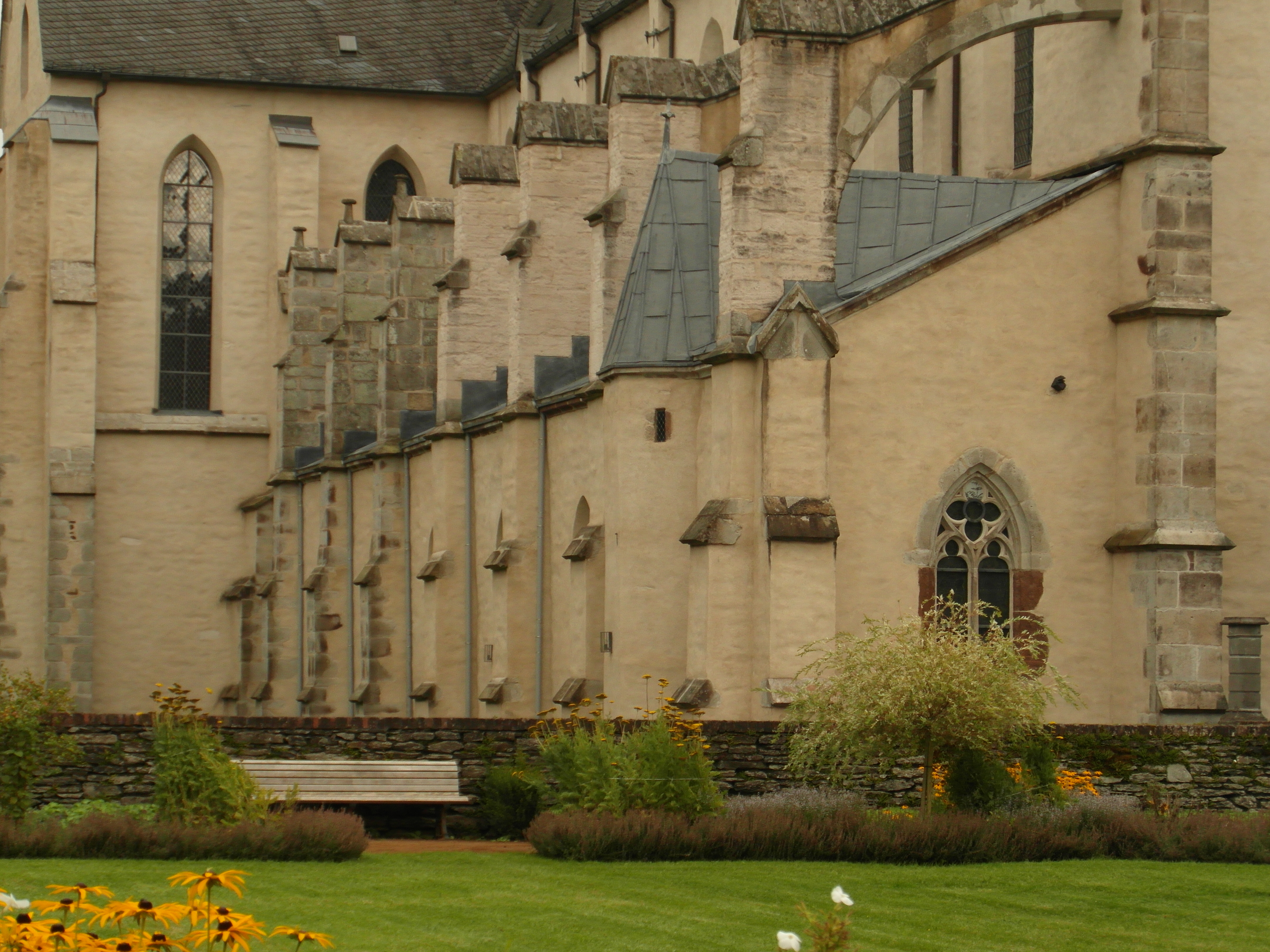
Strebensystem der nördlichen Langhausfassade (2014)

## Lage
Die Abteikirche und die angrenzenden barocken Klostergebäude befinden sich im Tal der Nister in der Ortsgemeinde Streithausen im rheinland-pfälzischen Westerwaldkreis ca. 82 km (Fahrtstrecke) südöstlich von Köln bzw. ca. 65 km östlich von Bonn in einer Höhe von ca. 235 m.
Der Marienwanderweg verbindet die Abtei Marienstatt mit dem ehemaligen Kloster Marienthal in Seelbach bei Hamm an der Sieg.

## Baugeschichte
Die möglicherweise kurz nach dem Umzug der Mönche ins Nistertal (1222), spätestens aber 1245 begonnene und 1324 noch unvollendet vom Kölner Erzbischof Heinrich von Virneberg geweihte Abteikirche gilt – neben der 1235 begonnenen Elisabethkirche von Marburg – als eine der ersten gotischen Kirchen östlich des Rheins. (Allerdings hatte man schon vor 1190 begonnen, den Limburger Dom im gotischen Stil umzubauen. Und der erste große gotisch begonnene Kirchenbau östlich des Rheins war 1209 der Magdeburger Dom. Der ca. 80 km [Luftlinie] nordwestlich von Marienstatt gelegene sogenannte Altenberger Dom – ebenfalls eine Zisterzienser-Klosterkirche – entstand erst ab dem Jahr 1255.) Der mit Methoden der Bauforschung erschlossene Baufortschritt ergab drei Bauphasen. Abgeschlossen wurde der Kirchenbau erst um 1420, wie die Gewölbeanfänger und Schlusssteinwappen der Westjochgewölbe sowie das große Maßwerkfenster der Westfassade zeigen.
Unter Abt Benedikt Bach wurde die Kirche von 1688 bis 1720 im Barockstil neu ausgestaltet, u. a. mit zahlreichen Altären. Kurz danach begann 1735 unter Abt Petrus Emons der völlige Neubau der benachbarten Klostergebäude; 1751 waren sie fertiggestellt. 1802 wurde das Kloster aufgehoben und die Kirche 1831 zur Pfarrkirche.
Die baugeschichtliche Wiederentdeckung des frühgotischen Kirchenbaus setzte mit dem nassauischen Oberbaurat Richard Görz ein, der die Kirche in den 1840er-Jahren untersuchte und 1868 einen Tafelband veröffentlichte. Auf ihn gehen Ideen der ab Ende des 19. Jahrhunderts verwirklichten Purifizierungen (Stilreinigungen) zurück, denn er verurteilte die zu seiner Zeit erst rund 150 Jahre alte Barockisierung in zeittypischer Ausdrucksweise zutiefst: „Das Innere der Kirche ist bei der 1752 vorgenommenen Renovation auf eine geschmacklose Weise übertüncht und mit vielen abscheulichen Einbauten, Statuen, barocken Altären, Beichtstühlen etc. entstellt worden. Sehr deutlich sieht man an diesen Neuerungen in welches Kunstelend die damalige Zeit verfallen war (…).“ Zur von Görz dringend gewünschten „vollständigen Wiederherstellung der Kirche in stylgemäßer Weise“ gab Gelegenheit die Wiederbesiedlung des Klosters Marienstatt ab 1888 durch Zisterzienser aus Mehrerau unter dem aus Koblenz stammenden Abt Maurus Kalkum. Die dann durchgeführten durchgreifenden Restaurierungen des Kircheninnern um 1892 und von 1940 bis 1947 opferten die barocke Ausstattung weitgehend, um den höher geschätzten gotischen Raumeindruck und die ursprüngliche, farbige Ausmalung freizulegen bzw. nach den aufgefundenen Resten wiederherzustellen. Aus dem 18. Jahrhundert erhalten blieben lediglich die ins südliche Seitenschiff versetzten, barocken Marmoraltäre des „Hadamarer Barock“ (heute: Dreifaltigkeitsaltar, Barbara-Altar, Antonius-Altar), zwei Weihwasserbecken sowie zwei reich geschnitzte Beichtstühle und in die ebenfalls in die Seitenschiffe umgesetzten schmiedeeisernen Chorgitter. Die ehemals in der Kirche über den Rundpfeilern und vor dem Blendtriforium aufgestellten, überlebensgroßen Schnitzfiguren (Apostel, Ordensväter und andere Heilige) kamen ins Abteigebäude und in die Bibliothek.
Am 27. Juli 1927 verlieh Papst Pius XI. der Kirche anlässlich ihres 700. Weihetages den Ehrentitel einer Basilica minor.
Die letzte große Innen- und Außenrestaurierung der Abteikirche und ihrer Ausstattung erfolgte 2000–2007.

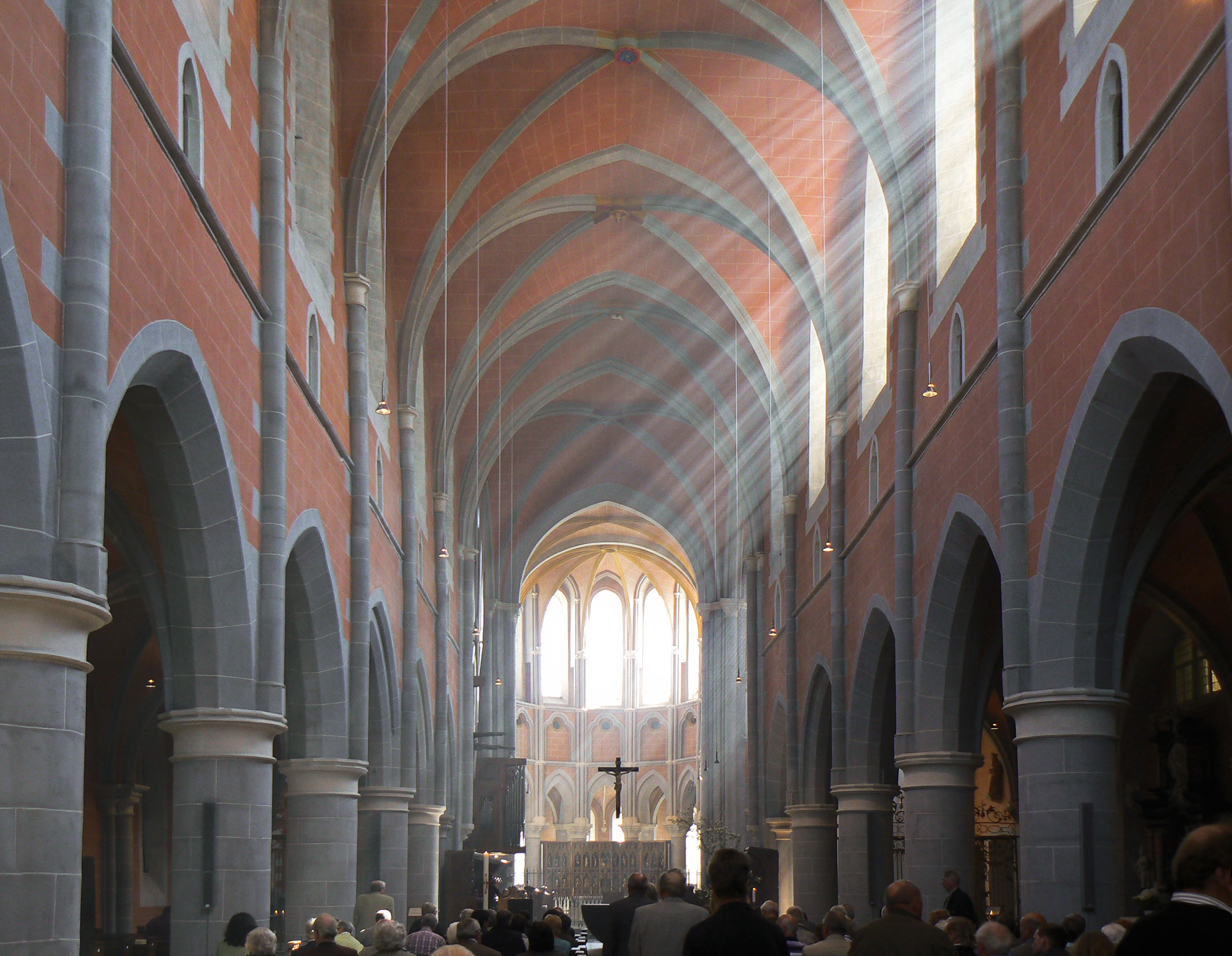
Mittelschiff des Langhauses mit Blick nach Osten (2016)

## Architektur
Die Klosterkirche ist eine Basilika aus verputztem Schieferbruchstein mit Kreuzgewölbe und Querhaus sowie einem kurzen  7⁄12-Chor mit einem Kapellenkranz-Umgang. Die Kirche ist innen 62 m lang, das Langhaus 20 m, und im Mittelschiff 9 m breit. Das Äußere des baugeschichtlich bedeutenden Chors gliedert sich durch ein System aus dreifach abgetreppten Strebepfeilern zwischen den bogenförmig vortretenden Kapellen, die darüber in Viertelkreis-Schwibbögen den Obergaden stützen. Der achteckige Dachreiter mit hohem Spitzhelm über der Vierung ist in der heutigen Form mit veränderten Proportionen erst von 1931. Im Innern betonen kräftige Rundpfeiler den dreigeschossigen Wandaufbau.

## Ausstattung
- Das um 1290 geschnitzte, weitgehend figurenlose Chorgestühl aus zwei Reihen und insgesamt 58 Stallen ist eines der ältesten noch genutzten Chorgestühle Deutschlands. Die hervorgehobene Abtsstalle zeigt einen Pelikan, der seine Jungen mit dem eigenen Blut nährt. Das Chorgestühl war ursprünglich nach Westen nahezu geschlossen und diente daher wohl als Abtrennung des Mönchsraums vom Laienraum, da es keine Hinweise auf einen ehemaligen Lettner gibt.[11] Auch stand das Chorgestühl ursprünglich weiter im Westen in den beiden ersten Jochen des Langhauses und wurde im Zuge der Umgestaltungen immer weiter nach Osten verschoben,[7] wo es nun das Querhaus verstellt.
- Der kunsthistorisch um 1250 datierte, steinerne Hauptaltar im Chor gehörte zur Erstausstattung der Kirche, obgleich seine Position mehrfach verändert wurde.[12] Der 2,45 m lange und 1,58 m tiefe Altar besteht aus einem massiven Unterbau und darauf einer starken Platte ruht. Die Vorderseite des Altars wird an den Ecken von zwei Säulen mit einfachen Kelchkapitellen flankiert. Auf der Rückseite diente eine verschließbare Öffnung zur Aufbewahrung von Kultgeräten.[12] Auf dem Altarblock befindet sich seit 1960[7] als Altaraufsatz der um 1350 in einer Kölner Werkstatt entstandene, berühmte Ursula-Retabel, in dessen unterem Bereich in aufgeklapptem Zustand Schädelreliquien und zwölf Reliquienbüsten der heiligen Ursula von Köln und ihrer Gefährtinnen zu sehen sind, gehört mit dem Oberweseler Goldaltar und dem Klarenaltar im Kölner Dom zu den bedeutendsten mittelalterlichen Flügelaltären des Rheinlands. Des Weiteren zeigt das Innere des Schreins im oberen Bereich Darstellungen der zwölf Apostel sowie der Krönung Mariens. Das gesamte Retabel wurde in den Jahren 2001 bis 2008 umfassend restauriert.
- Neben zahlreichen steinernen und gusseisernen Grabplatten befindet sich im Nordquerhaus der Abteikirche das gut erhaltene spätmittelalterliche Hochgrab des Grafen Gerhard von Sayn († 1493) und seiner Frau Elisabeth von Sierck († 1489). Es stand vermutlich ursprünglich im Hauptchor und trägt auf einer steinernen, bemalten Tumba zwei hölzerne, überlebensgroße Figuren des gräflichen Paares.[13] Ein schmiedeeisernes Käfiggitter überfängt das Grabmal.
- Die in den Jahren 1945 bis 1947 an das südliche Seitenschiff der Kirche angebaute Gnadenkapelle ist der Ort des Gnadenbildes von Marienstatt. Die im frühen 15. Jahrhundert entstandene Darstellung der „schmerzhaften Muttergottes“ stammt aus dem Donau-Alpenraum. Sie wird nachweislich seit 1425 in Marienstatt verehrt. Mit der Aufstellung der Pietà, wörtlich übersetzt „Mutter des Erbarmens“, entwickelte sich Marienstatt zu einem marianischen Wallfahrtsort. Das Ziergitter dieser Kapelle sperrte früher den Mittelgang zwischen dem Chorgestühl ab.[14]
- 2009 erhielt die Abteikirche eine neu gestaltete Altarinsel nach dem Entwurf von Leo Zogmayer aus Wien.[15][7] Zuvor befand sich dort bereits entsprechend den Empfehlungen des Zweiten Vatikanischen Konzils ein um 1970 von dem Kölner Bildhauer Egino Weinert geschaffener, frei stehender Volks- oder Messaltar für die Abteikirche. Der Altar ist aus Bronze, genau wie der Ambo von demselben Künstler. Dieser Altar zeigte als durchgehendes Hauptmotiv Weinreben, entsprechend den Worten Jesu „Ich bin der wahre Weinstock, ihr seid die Reben“ (Joh 15,5 EU). Innerhalb dessen bzw. innerhalb des Stipes waren kleine Skulpturen eingearbeitet und oben in einem Fries unter der Mensa Reliefs, unter anderem vom Guten Hirten. Ein Emaillekreuz über dem Altar schuf ebenfalls Egino Weinert. Im Zusammenhang mit der letzten Umgestaltung der Abteikirche wurden diese Gegenstände verkauft und befinden sich seitdem in einer Kirche in Neuguinea.[16]
- Die neuen Chorfenster schuf 2005 der Glasmaler Wilhelm Buschulte.

Bildergalerie zur Kirchenausstattung
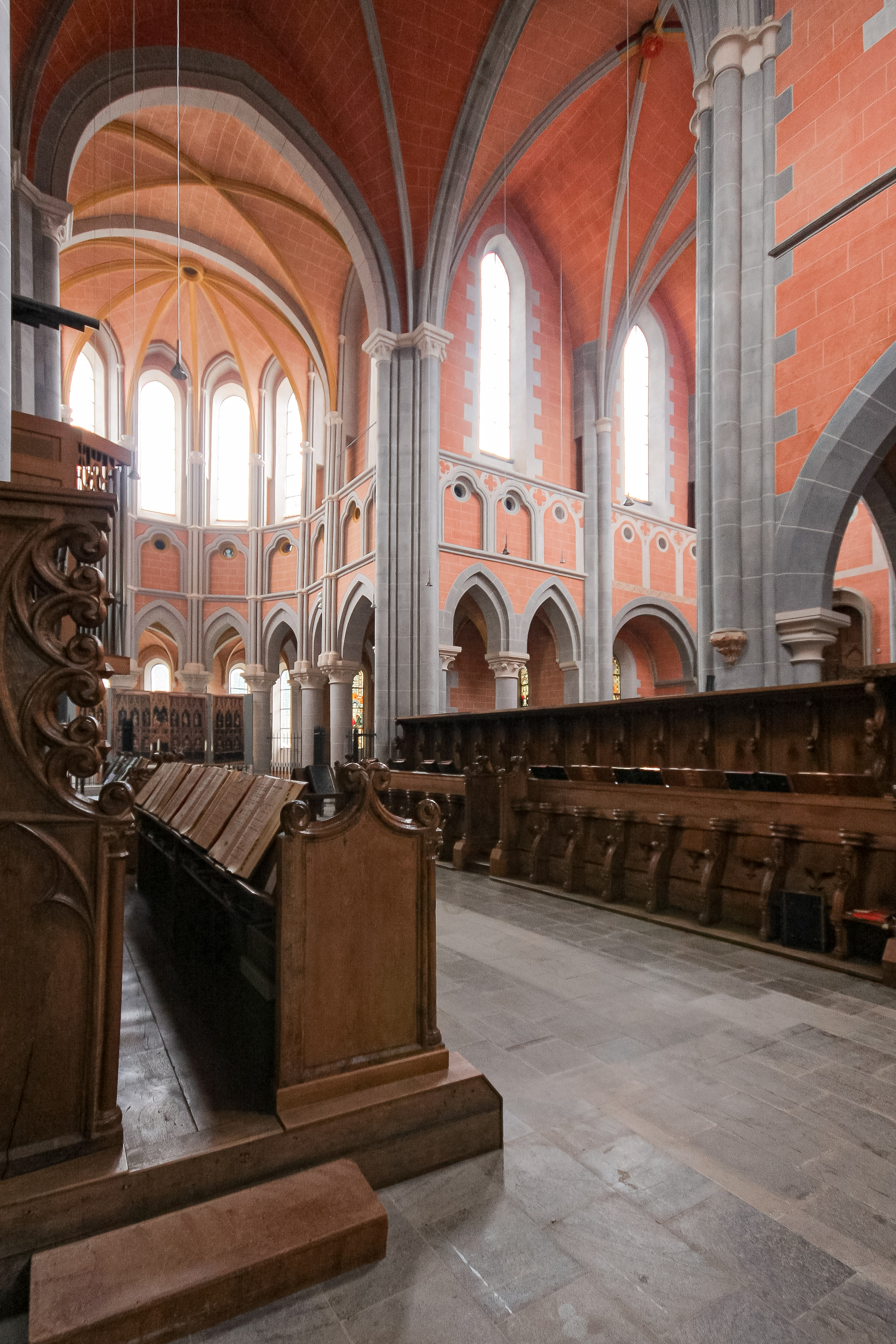
Blick vom Chorgestühl zum südlichen Querhaus (2008)
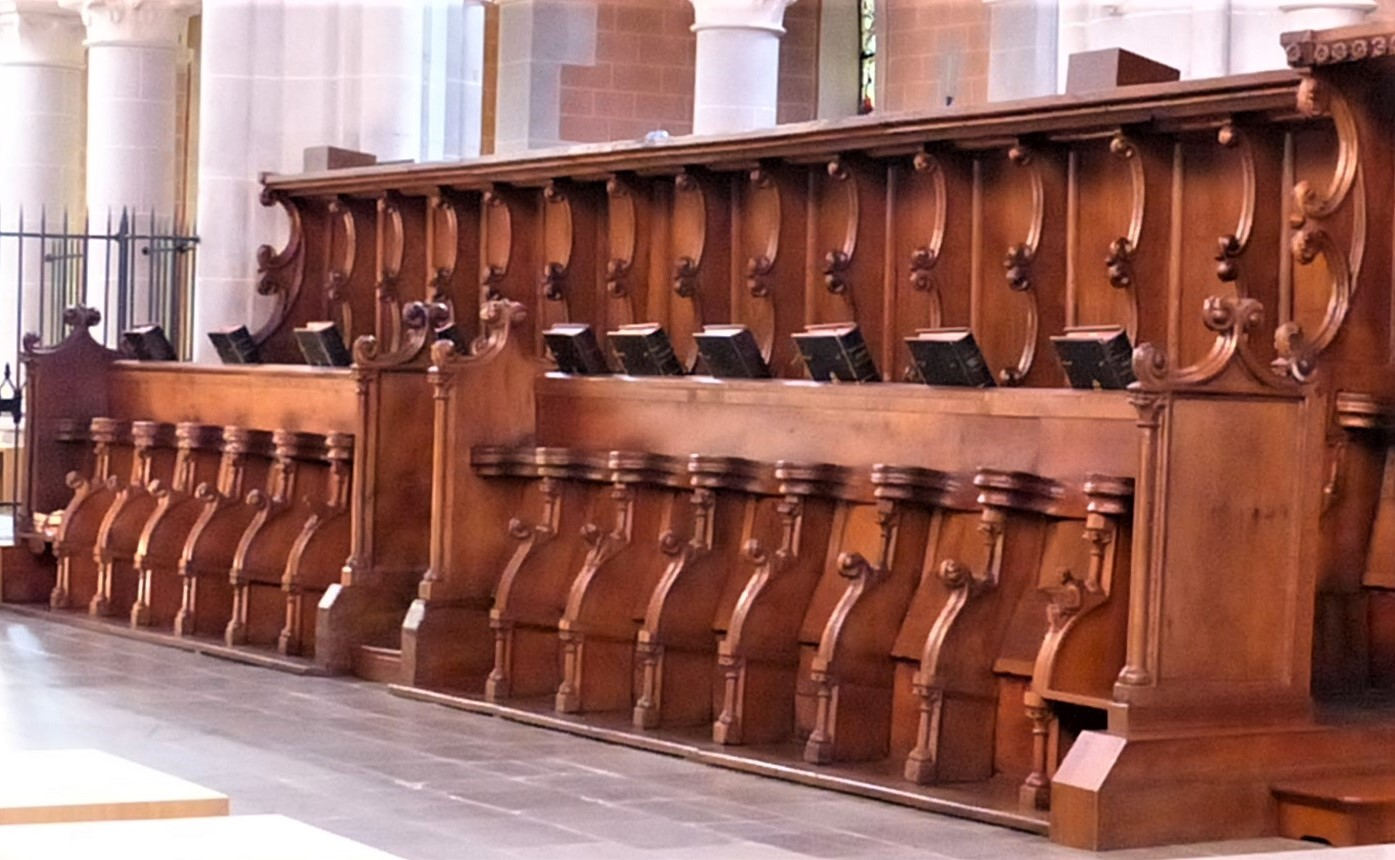
Südliches Chorgestühl (2018)
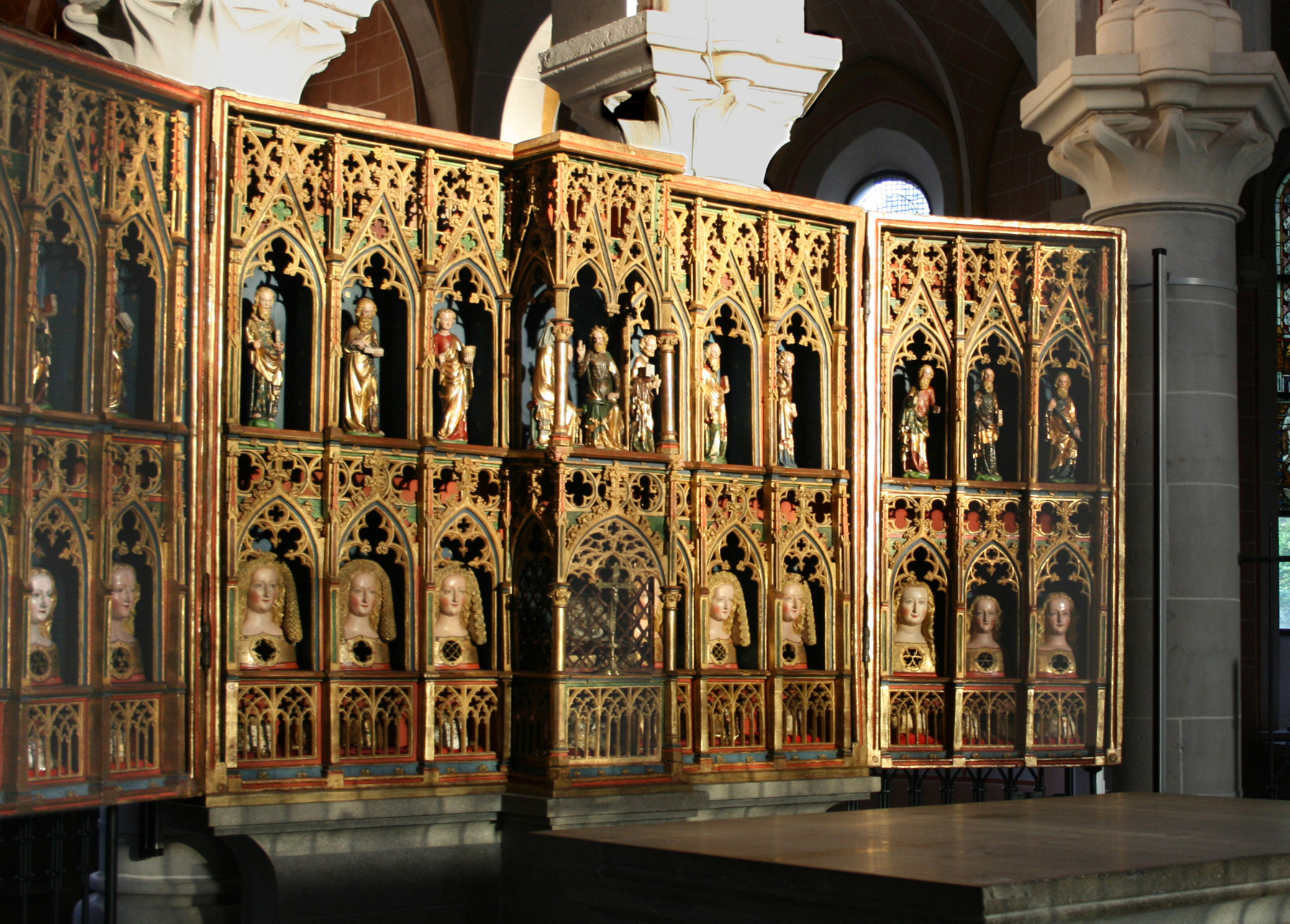
Retabel des Ursula-Altars
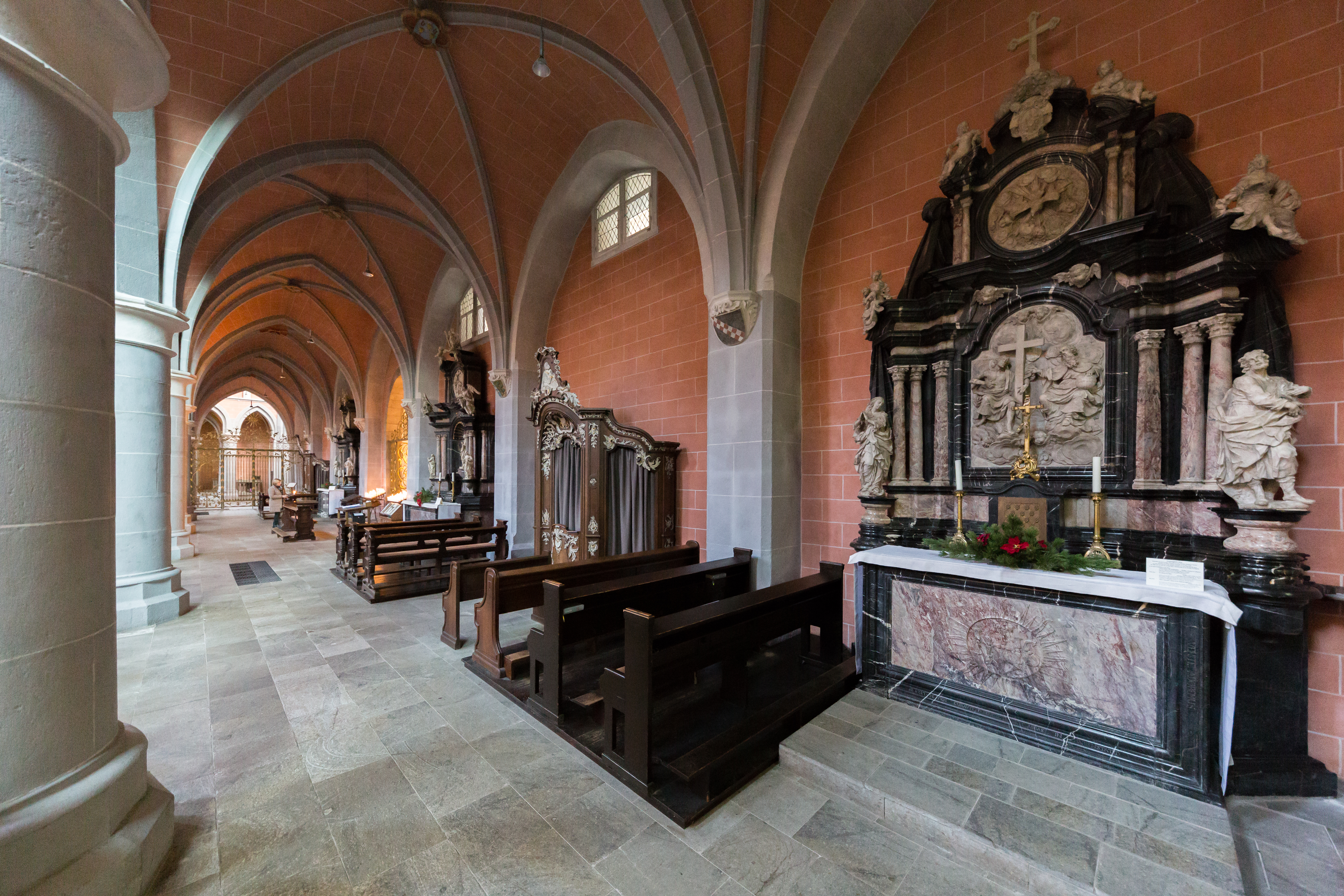
Südliches Seitenschiff mit barocken Nebenaltären (2017)
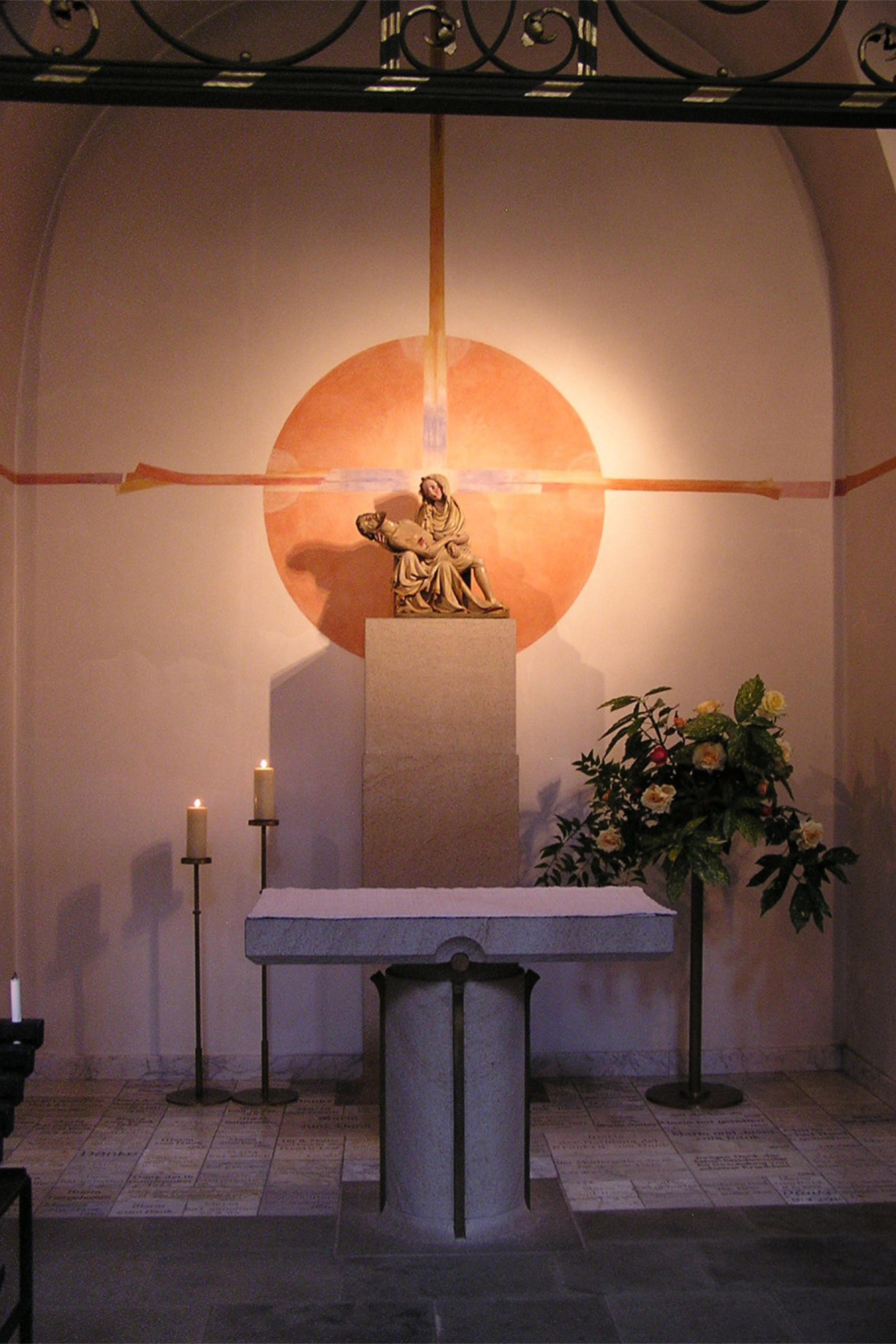
Gnadenbild der Marienstatter Pietà in der 1947 neugeschaffenen südlichen Seitenschiffkapelle (2015)
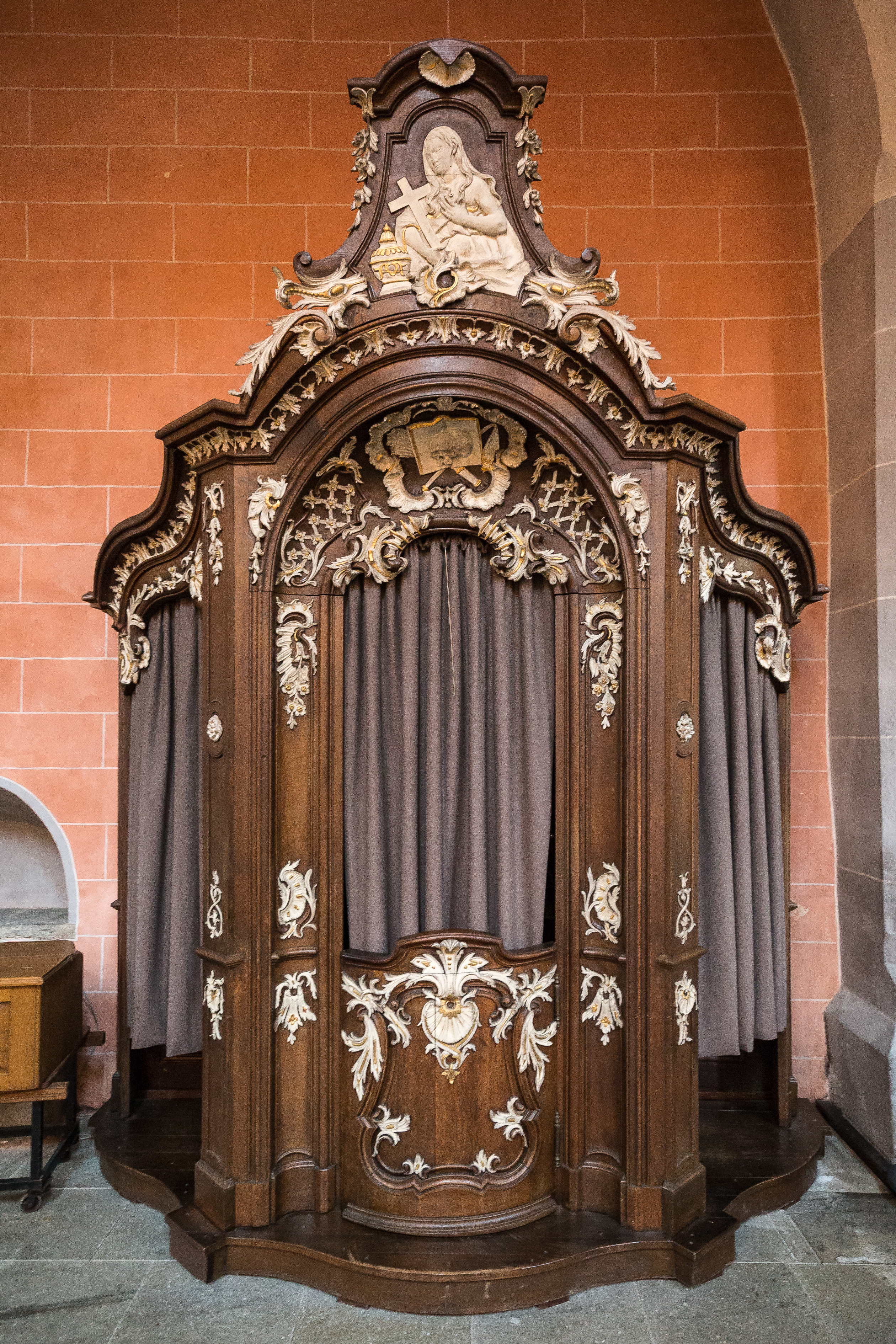
Barocker Beichtstuhl im südlichen Seitenschiff (2017)
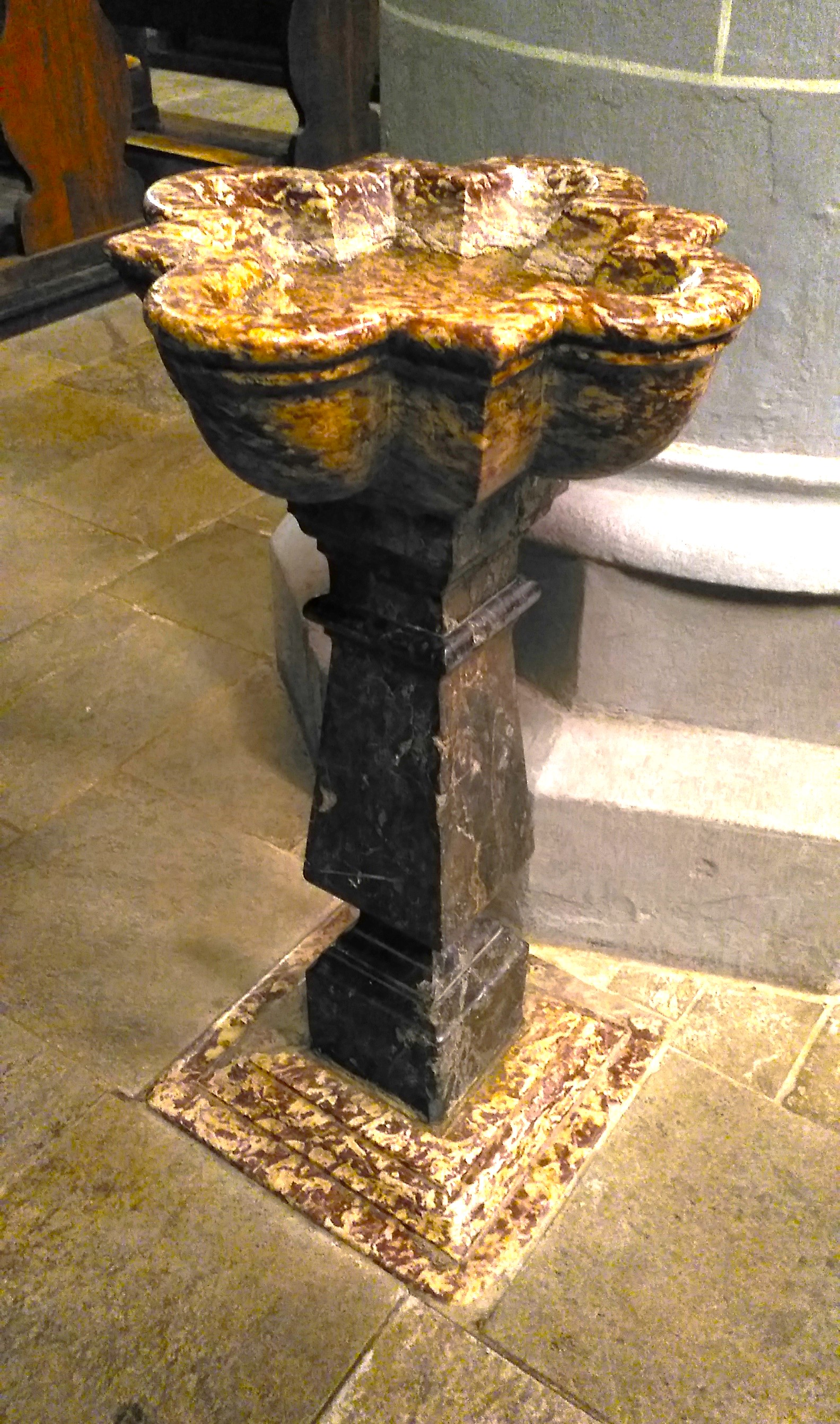
Barockes Weihwasserbecken (2023)

### Orgel
Die Geschichte der Orgeln der Abteikirche lässt sich bis in das 16. Jahrhundert zurückverfolgen. Damals gab es ein vorbarockes Instrument, das auf der Nordseite des Hauptschiffes als Schwalbennestorgel angebracht war. Ende des 18. Jahrhunderts befand sich die große Orgel auf der Empore vor dem Westfenster. Im Jahr 1854 errichtete der Orgelbauer Daniel Raßmann (Möttau) auf der Westempore ein neues Orgelwerk mit 16 Registern auf zwei Manualwerken und Pedal, unter Wiederverwendung von Pfeifenmaterial aus dem Vorgängerinstrument. 1941 wurde die Orgel mitsamt der Orgelbühne abgerissen.
Zur Begleitung des Chorgesanges wurde im Jahr 1912 im nördlichen Querschiff eine neue Chororgel errichtet. Das romantisch disponierte Instrument hatte 45 Register; es wurde 1941 im Zuge der Renovierung der Abteikirche ausgebaut und in den Pfarrsaal ausgelagert. 1950 errichtete der Orgelbauer Anton Feith (Paderborn) unter Wiederverwendung eines Großteils des Pfeifenmaterials der eingelagerten Chororgel ein neues Instrument, das entsprechend den Klangidealen der Orgelbewegung umintoniert wurde. 1964 wurde das Instrument, das zuletzt 41 Register hatte, an die Pfarrei St. Peter (Köln-Neuehrenfeld) verkauft und dort aufgestellt. In der Abteikirche wurde fortan ein kleines Leihinstrument benutzt.

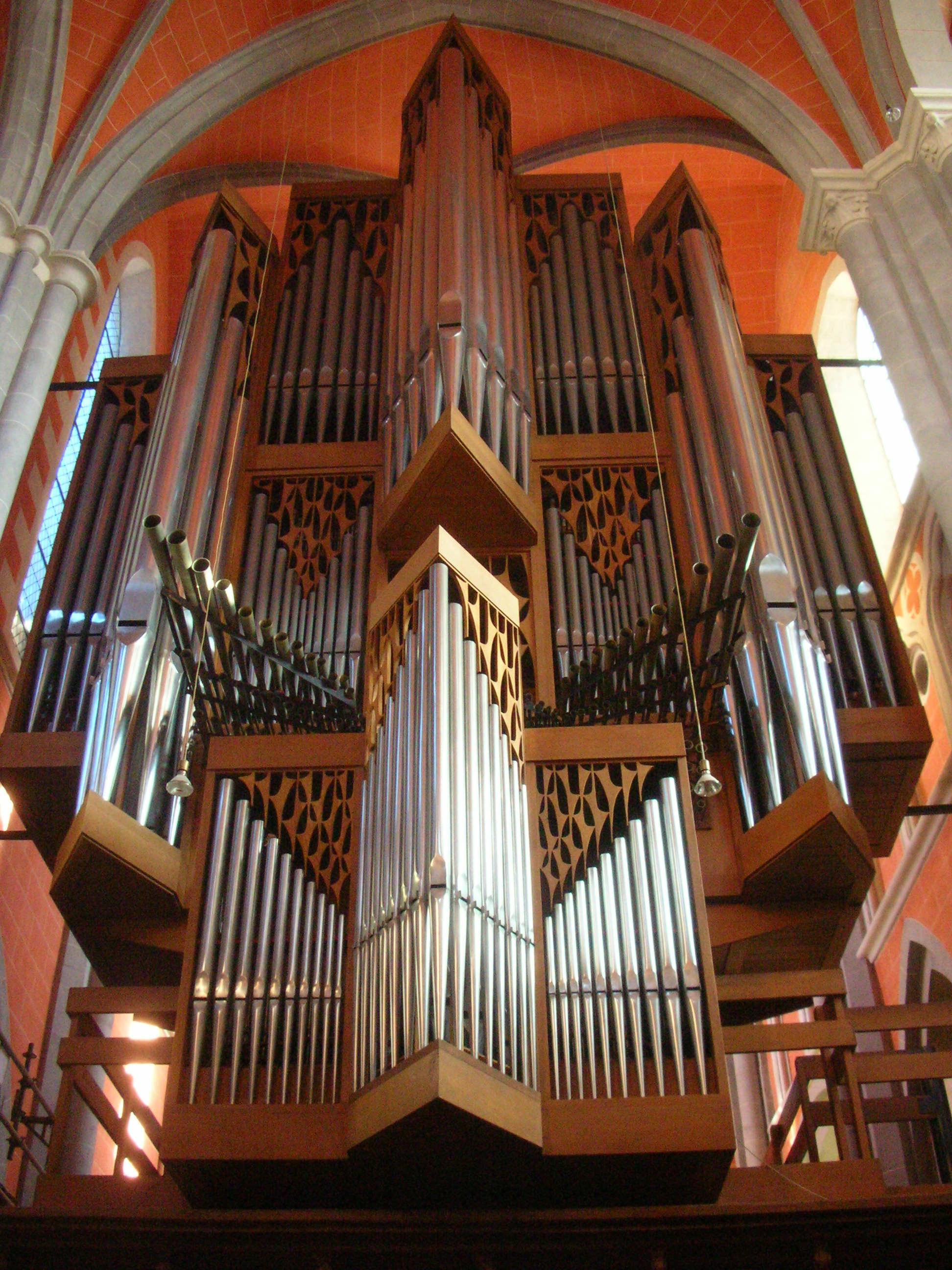
Rieger-Orgel der Abteikirche Marienstatt (2011)

Die derzeitige Orgel wurde in den Jahren 1969/1970 von Rieger Orgelbau erbaut. Sie steht über den Stallen des Chorgestühls im nördlichen Vierungsjoch. Der Gehäuse ist aus massiver Eiche gefertigt. Die Orgel verfügt über die einzigen authentischen spanischen Trompeten (Horizontaltrompeten) außerhalb der iberischen Halbinsel. Das Pfeifenmaterial stammt aus dem Jahr 1732.
Im Anschluss an die Gesamtsanierung der Basilika seit 2001 wurde das Instrument in den Jahren 2006 und 2007 von Orgelbau Romanus Seifert & Sohn (Kevelaer) erweitert. Verstärkt wurde zum einen der Bassbereich des Pedalwerks, indem zwei 32-Fuß-Register hinzugefügt wurden. Dabei besteht jeweils nur die Subkontraoktave aus tatsächlich neu hinzugefügten Pfeifen. Die Töne c bis f′ der beiden neuen 32′-Register werden durch Extension aus den bereits vorher vorhandenen Registern Untersatz 16′ und Posaune 16′ gewonnen. Die vier neuen Register stehen auf zwei Windladen hinter der Orgel. Außerdem wurde 2006 eine Celesta-Harfe, die 1920 von der US-amerikanischen Orgelwerkstatt Skinner erbaut worden war, hinzugefügt. Sie hängt unmittelbar neben der Orgel hinter dem Chorgestühl. Das Register hat einen Umfang von 61 Tönen. Es wird mit einer eigenen, speziellen elektropneumatischen Traktur (Hochdruckgebläse) angespielt und ist mit einer Nachhalldämpfung ausgerüstet.
Im Zuge einer Schimmelpilzbehandlung und Reinigung erneuerte Rieger 2012 die gesamte Elektronik des Instruments und baute eine neue Setzeranlage (Typ „Sinua Castellan“) ein. Außerdem erweiterte die Orgelbauwerkstatt Seifert das Instrument um zwei Hauptwerksregister (überblasende Flöte und Gambe) in 8′-Lage, jeweils mit Extensionen in der 4′-Lage. Diese Register lassen sich einzeln auch vom ersten und vierten Manual aus anspielen. Ferner wurde hinter der Orgel ein Glockenspiel eingebaut. Es besteht aus 12 gegossenen Klangplatten in der Basslage und 37 bronzenen Röhrenglocken in der Mittellage. Zusätzlich wurde der Spieltisch neu gestaltet.
2015 wurde die Orgel erneut um drei Register erweitert, die zusammen mit der Celesta-Harfe in einem schwellbaren Gehäuse an der westlichen Seite der Orgel untergebracht und zu einem Auxiliarregister(werk) zusammengestellt wurden. Es sind Choralbordun und Bordunschwebung, die den Mönchen als Choralbegleitung beim Chorgebet dienen, sowie eine durchschlagende Klarinette mit eigenem Windschweller. 2016 wurde dieses Werk noch um eine historische Dulciana ergänzt, die Ende des 19. Jahrhunderts in Mittelengland gebaut worden war und ebenfalls zur Choralbegleitung gedacht ist.
Die Orgel hat 67 Register (über 5000 Pfeifen), vier Manuale und Pedal, Schwellwerk, Brustwerk und Auxiliarregister, jeweils in einem eigenen Schwellkasten.
| I Rückpositiv C–g3 |                |        |
| 01.                | Spitzgedackt   | 08′    |
|                    | Flöte          | 08′    |
| 02.                | Salizional     | 08′    |
|                    | Gambe 0        | 08′    |
| 03.                | Prinzipal      | 04′    |
| 04.                | Koppelflöte    | 04′    |
|                    | Flöte          | 04′    |
|                    | Gambe          | 04′    |
| 05.                | Gemshorn       | 02′    |
| 06.                | Sesquialter II | 02 ⁄3′ |
| 07.                | Scharff IV     | 01′    |
| 08.                | Krummhorn      | 08′    |
|                    | Tremulant      |        |

| II Hauptwerk C–g3 |                     |        |   |
| 09.               | Prinzipal           | 16′    |   |
| 10.               | Prinzipal           | 08′    |   |
| 11.               | Spitzflöte          | 08′    |   |
| 12.               | Flöte               | 08′    | E |
| 13.               | Gambe               | 08′    | E |
| 14.               | Oktave              | 04′    |   |
| 15.               | Rohrflöte           | 04′    |   |
|                   | Flöte               | 04′    | E |
|                   | Gambe               | 04′    | E |
| 16.               | Quinte              | 02 ⁄3′ |   |
| 17.               | Superoktav          | 02′    |   |
| 18.               | Larigot II          | 01 ⁄3′ |   |
| 19.               | Mixtur V-VII        | 01′    |   |
| 20.               | Cornett V (ab g0) 0 | 08′    |   |
| 21.               | Dulzian             | 16′    |   |
| 22.               | Trompete            | 08′    | S |

| III Schwellwerk C–g3 |                     |         |   |
| 23.                  | Bordun              | 16′     | S |
| 24.                  | Prinzipal           | 08′     |   |
| 25.                  | Rohrflöte           | 08′     |   |
| 26.                  | Aeoline             | 08′     |   |
| 27.                  | Schwebung (ab c0) 0 | 08′     |   |
| 28.                  | Oktav               | 04′     |   |
| 29.                  | Blockflöte          | 04′     |   |
| 30.                  | Nasat               | 02 ⁄3′  |   |
| 31.                  | Hohlflöte           | 02′     |   |
| 32.                  | Terz                | 01 3⁄5′ |   |
| 33.                  | Mixtur V            | 02′     |   |
| 34.                  | Trompete            | 08′     |   |
| 35.                  | Hautbois            | 08′     | S |
| 36.                  | Clairon             | 04′     |   |
|                      | Tremulant           |         |   |

| IV Brustwerk C–g3 |             |        |
| 37.               | Holzgedackt | 08′    |
|                   | Flöte       | 08′    |
|                   | Gambe 0     | 08′    |
| 38.               | Quintade    | 08′    |
| 39.               | Rohrflöte   | 04′    |
|                   | Flöte       | 04′    |
|                   | Gambe       | 04′    |
| 40.               | Prinzipal   | 02′    |
| 41.               | Quinte      | 01 ⁄3′ |
| 42.               | Sifflet     | 01′    |
| 43.               | None        | 08⁄9′  |
| 44.               | Cymbel II   | 01⁄4′  |
| 45.               | Vox humana  | 08′    |
|                   | Tremulant   |        |

| IV Spanisches Werk C–g3 |                           |     |
| 46.                     | Trompeta magna (D)        | 16′ |
| 46.                     | Chirima (B)               | 02′ |
| 47.                     | Trompeta de Batalla (B)   | 08′ |
| 47.                     | Trompeta de Batalla (D) 0 | 08′ |
| 48.                     | Clarin Claro (D)          | 08′ |
| 49.                     | Bajoncillo (B)            | 04′ |
| 49.                     | Bajoncillo (D)            | 04′ |

| Pedal C–f1 |              |         |   |
|            | Untersatz 0  | 32′     | S |
| 50.        | Prästant     | 16′     |   |
| 51.        | Untersatz    | 16′     | S |
| 52.        | Subbass      | 16′     | S |
| 53.        | Oktav        | 08′     |   |
| 54.        | Gedacktbaß 0 | 08′     | S |
| 55.        | Cello        | 08′     | S |
| 56.        | Choralbaß    | 04′     |   |
| 57.        | Nachthorn    | 02′     |   |
| 58.        | Zinke III    | 05 1⁄3′ |   |
| 59.        | Mixtur IV    | 02 ⁄3′  |   |

| (Fortsetzung Pedal) |                 |     |   |
|                     | Kontraposaune 0 | 32′ | S |
| 60.                 | Bombarde        | 16′ |   |
| 61.                 | Posaune         | 16′ | S |
| 62.                 | Posaune         | 08′ |   |
| 63.                 | Busine          | 04′ |   |
|                     | Zimbelstern     |     |   |

| Auxiliarregister C–g3 |                      |       |   |
| 64.                   | Klarinette           | 08′ 0 | N |
| 65.                   | Choralbordun         | 08′   | N |
| 66.                   | Bordunschwebung      | 08′   | N |
| 67.                   | Dulciana             | 08′   | K |
|                       | Glockenspiel (C–g3)0 |       | E |
|                       | Celesta–Harfe (C–c4) |       | S |

- Koppeln
  - Normalkoppeln: I/II, III/I, III/II, IV/I, IV/II, IV/III, I/P, II/P, III/P, IV/P
  - Suboktavkoppeln:  III/I, III/II, III/III, III/IV
  - Superoktavkoppeln:  III/I, III/II, III/III, III/IV, III/P
- Spielhilfen: Frei einstellbares Registercrescendo; Setzersystem Sinua Castellan mit quasi unendlicher Anzahl von Setzerplätzen, frei definierbaren Koppeln (transponierend, Melodie-/Basskoppeln, Koppelbereiche), Nutzerprofile usw.

- Anmerkungen:

(B) = Bass-Seite
(D) = Diskant-Seite
E = 2006 ergänztes Register (Seifert)
S = 2012 ergänztes Register (Seifert)
N = 2015 ergänztes Register
K = 2016 ergänztes Register (Krawinkel)
1. 1 2 3 4 5  Transmission bzw. Extension von Nr. 12.
2. 1 2 3 4 5  Transmission bzw. Extension von Nr. 13.
3. ↑  Überblasend.
4. ↑  Schwellwerk.
5. ↑  Extension von Nr. 51.
6. ↑  Extension von Nr. 61.
7. ↑  Register in einem schwellbaren Gehäuse unmittelbar neben der Orgel hinter dem Chorgestühl. Nr. 64–67 vornehmlich zur Choralbegleitung beim Chorgebet gedacht.
8. ↑  Durchschlagende Zungen, mit eigenem Windschweller.
9. ↑  Register aus Mittelengland, Ende des 19. Jahrhunderts von dem Orgelbauer Peter Conacher gebaut.
10. ↑  12 gegossene Klangplatten (Basslage) und 37 bronzene Röhrenglocken (Mittellage).
11. ↑  Historisches Register von um 1920, gebaut von der US-amerikanischen Orgelbaufirma Skinner. Mit einer Nachhalldämpfung ausgerüstet.